# Michael Stegmayer
Michael Stegmayer (Heidenheim an der Brenz, 12 gennaio 1985) è un ex calciatore tedesco, di ruolo difensore.

## Caratteristiche tecniche
È un terzino sinistro.

## Statistiche

### Presenze e reti nei club
Statistiche aggiornate al 5 maggio 2016.
| Stagione            | Squadra             | Campionato          | Campionato | Campionato | Coppa nazionali | Coppa nazionali | Coppa nazionali | Coppe continentali | Coppe continentali | Coppe continentali | Altre coppe | Altre coppe | Altre coppe | Totale | Totale |
| Stagione            | Squadra             | Comp                | Pres       | Reti       | Comp            | Pres            | Reti            | Comp               | Pres               | Reti               | Comp        | Pres        | Reti        | Pres   | Reti   |
| ------------------- | ------------------- | ------------------- | ---------- | ---------- | --------------- | --------------- | --------------- | ------------------ | ------------------ | ------------------ | ----------- | ----------- | ----------- | ------ | ------ |
| 2006-2007           | Wolfsburg           | BL                  | 11         | 0          | CG              | 2               | 0               | -                  | -                  | -                  | -           | -           | -           | 13     | 0      |
| 2007-2008           | Carl Zeiss Jena     | 2L                  | 30         | 0          | CG              | 5               | 0               | -                  | -                  | -                  | -           | -           | -           | 35     | 0      |
| 2008-2009           | Aalen               | 3L                  | 29         | 2          | -               | -               | -               | -                  | -                  | -                  | -           | -           | -           | 29     | 2      |
| 2009-2010           | Vaduz               | ChL                 | 23         | 1          | -               | -               | -               | UEL                | 4                  | 0                  | -           | -           | -           | 27     | 1      |
| 2010-2011           | Unterhaching        | 3L                  | 26         | 0          | -               | -               | -               | -                  | -                  | -                  | -           | -           | -           | 26     | 0      |
| 2011-2012           | Unterhaching        | 3L                  | 35         | 1          | CG              | 2               | 0               | -                  | -                  | -                  | -           | -           | -           | 37     | 1      |
| Totale Unterhaching | Totale Unterhaching | Totale Unterhaching | 61         | 1          |                 | 2               | 0               |                    | -                  | -                  |             | -           | -           | 63     | 1      |
| 2012-2013           | Darmstadt           | 3L                  | 38         | 1          | -               | -               | -               | -                  | -                  | -                  | -           | -           | -           | 38     | 1      |
| 2013-2014           | Darmstadt           | 3L                  | 37+2       | 1+0        | CG              | 2               | 0               | -                  | -                  | -                  | -           | -           | -           | 39+2   | 1+0    |
| 2014-2015           | Darmstadt           | 2L                  | 13         | 0          | -               | -               | -               | -                  | -                  | -                  | -           | -           | -           | 13     | 0      |
| 2015-2016           | Darmstadt           | BL                  | -          | -          | -               | -               | -               | -                  | -                  | -                  | -           | -           | -           | -      | -      |
| Totale Darmstadt    | Totale Darmstadt    | Totale Darmstadt    | 88+2       | 2+0        |                 | 2               | 0               |                    | -                  | -                  |             | -           | -           | 90+2   | 2+0    |
| Totale carriera     | Totale carriera     | Totale carriera     | 242+2      | 6+0        |                 | 11              | 0               |                    | 4                  | 0                  |             | -           | -           | 257+2  | 6+0    |

## Palmarès

### Club

#### Competizioni nazionali
- Coppa del Liechtenstein: 1

Vaduz: 2009-2010